# Vinerea, Alba
Vinerea, mai demult Vinerea de Sus, Vălcani (în dialectul săsesc Britsderf, în germană Brodsdorf, Ober-Brodsdorf, în maghiară Felkenyér) este o localitate componentă a orașului Cugir din județul Alba, Transilvania, România.

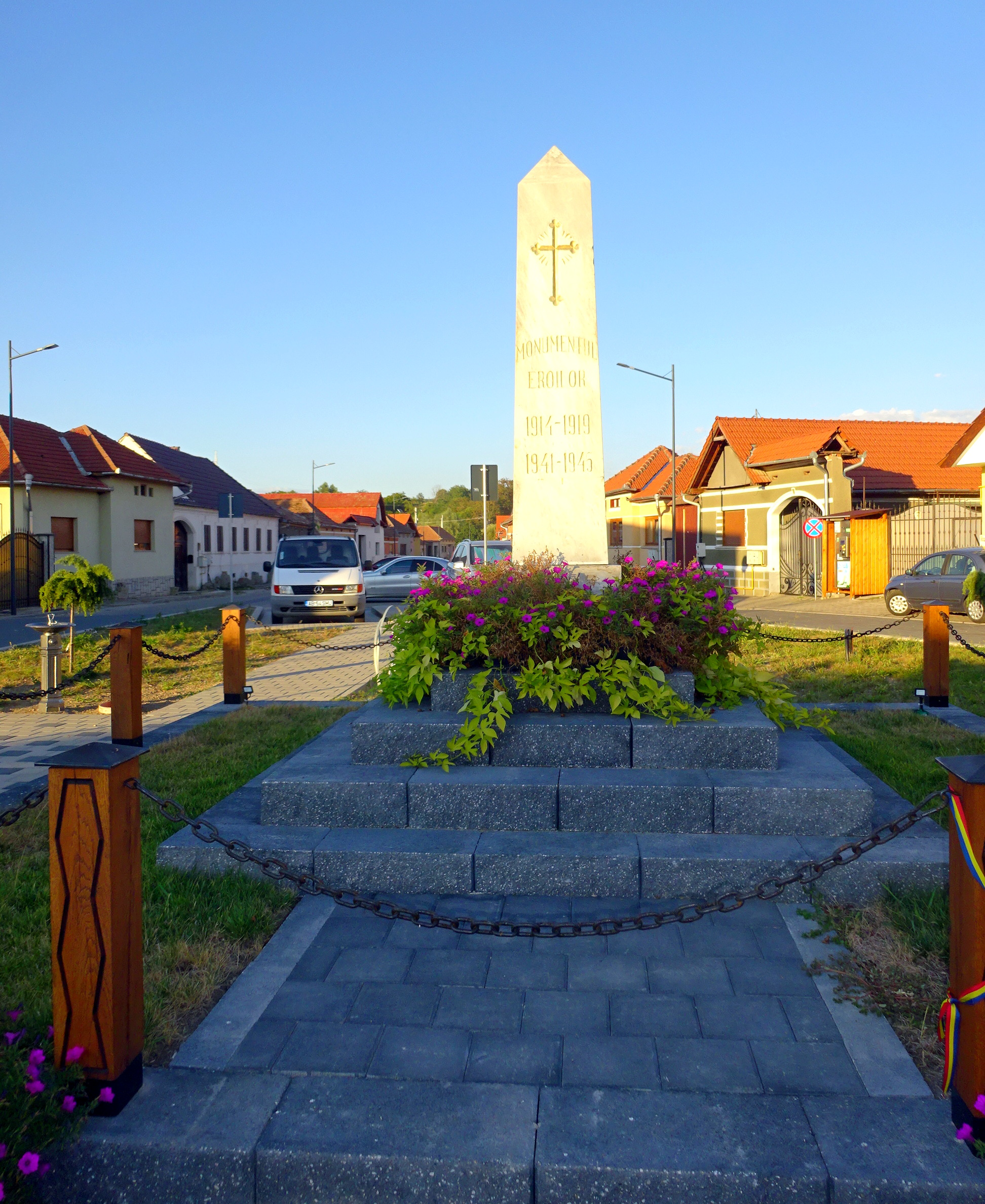
Monumentul eroilor din Vinerea

## Obiectiv memorial
„Monumentul Eroilor Români din Primul și Al Doilea Război Mondial” este un obelisc amplasat în centrul localității Vinerea și a fost dezvelit în anul 1932, pentru cinstirea memoriei eroilor români căzuți în cele două războaie mondiale. Pe un postament de beton, în trei trepte, este așezată baza monumentului, în două trepte. Deasupra acesteia se ridică obeliscul, cu o înălțime de 2 m, realizat din beton și marmură. Pe latura frontală este incizat un scurt înscris: „MONUMENTUL EROILOR/ 1914-1919/ 1941-1945“.

## Personalități
- Valentin Uritescu (n. 1941- d. 2022), actor român
- Ioan Mihu (1854 - 1927),  deputat în Marea Adunare Națională de la Alba Iulia 1918

## Imagini

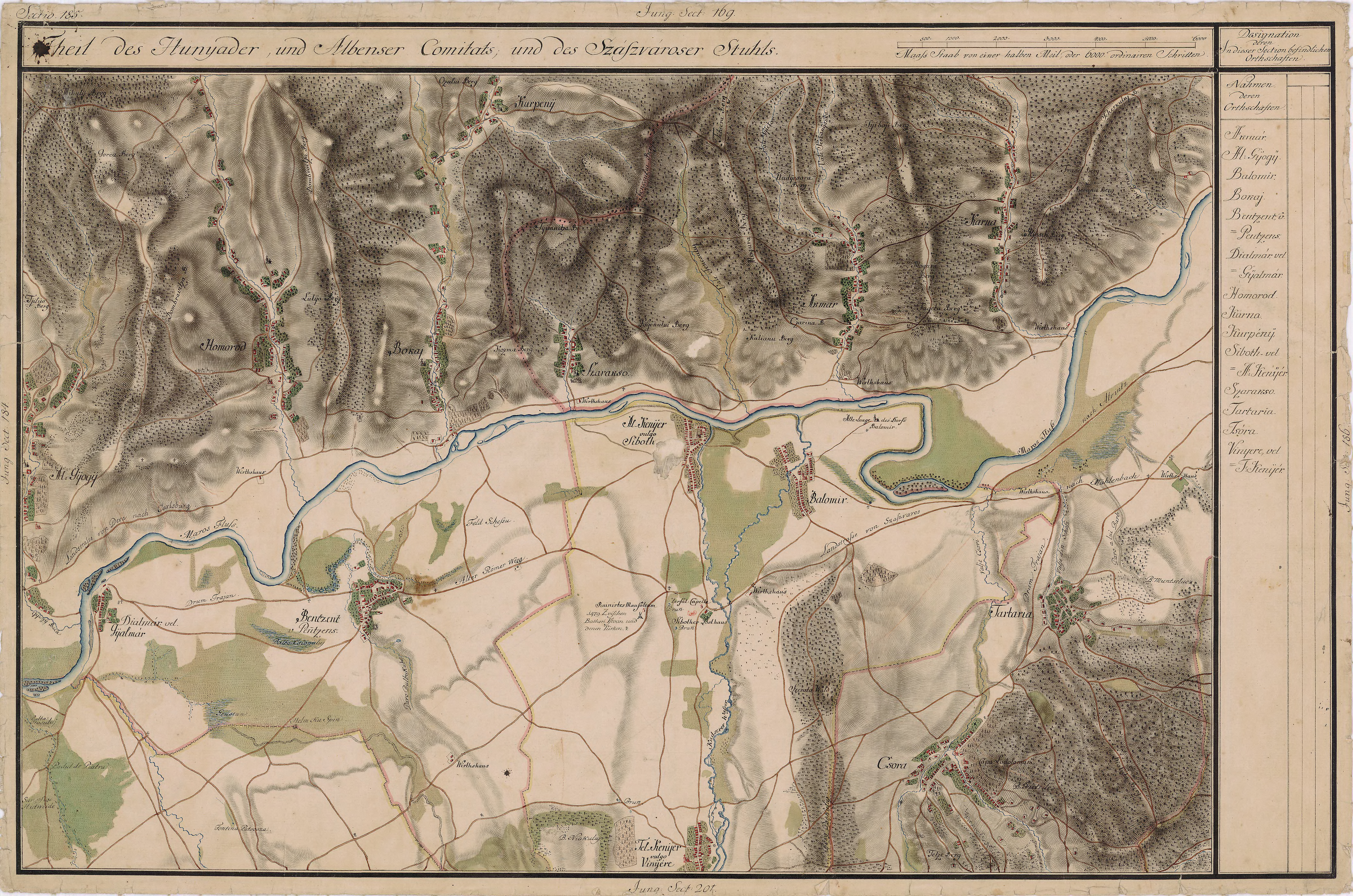
Vinerea pe Harta Iosefină a Transilvaniei, 1769-1773 (Sectio 185)
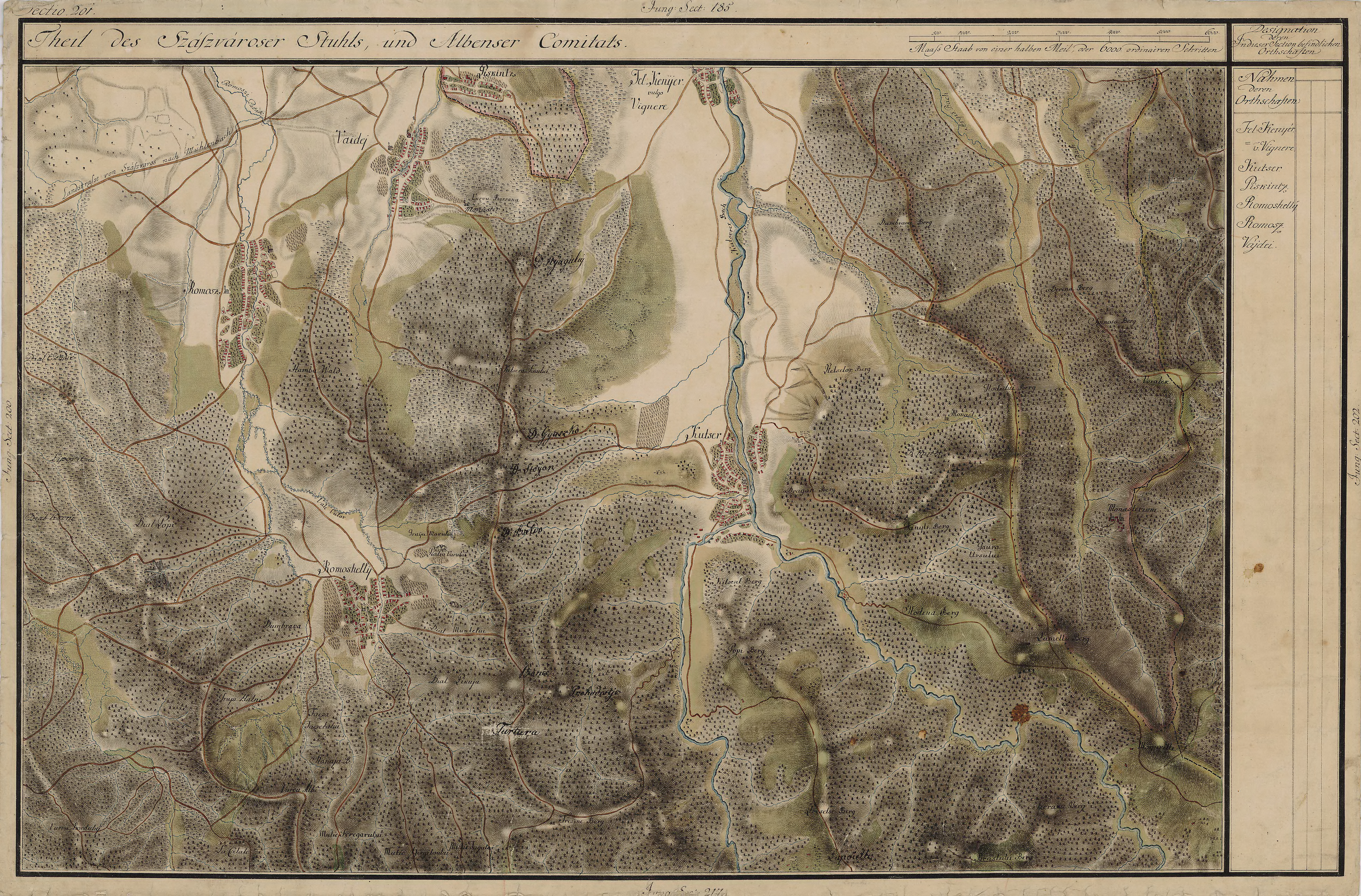
Vinerea pe Harta Iosefină a Transilvaniei, 1769-1773 (Sectio 201)
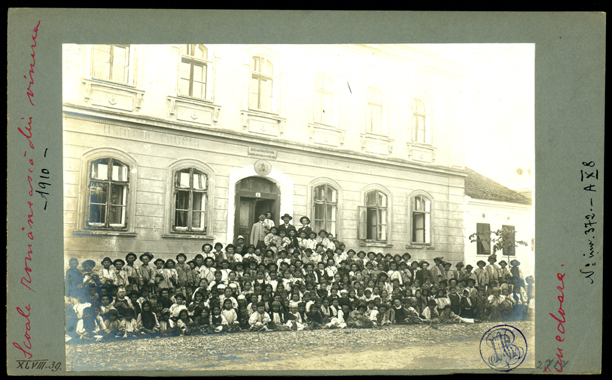
Școala românească mixtă din Vinerea (c. 1900-1920)
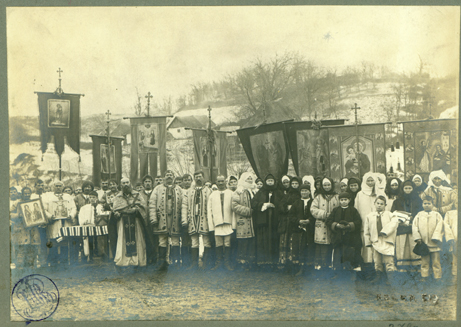
Boboteaza în Vinerea (c. 1900-1920)
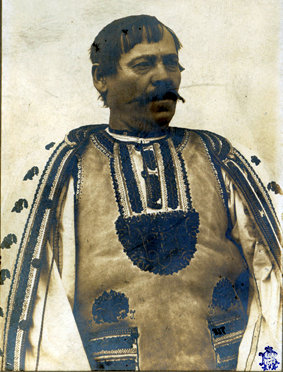
Primarul din Vinerea în costum popular (c. 1900-1920)
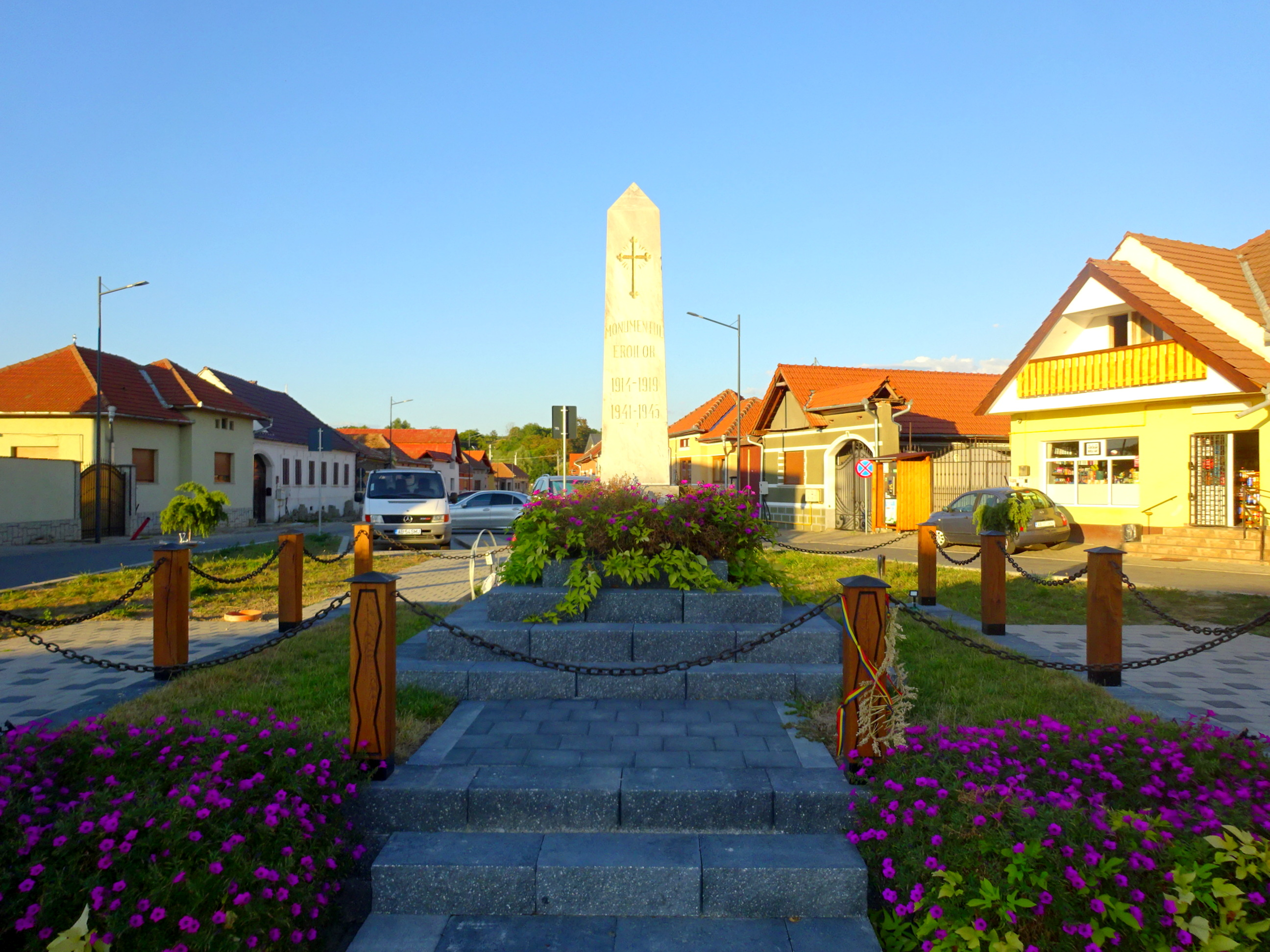
Monumentul eroilor din Vinerea
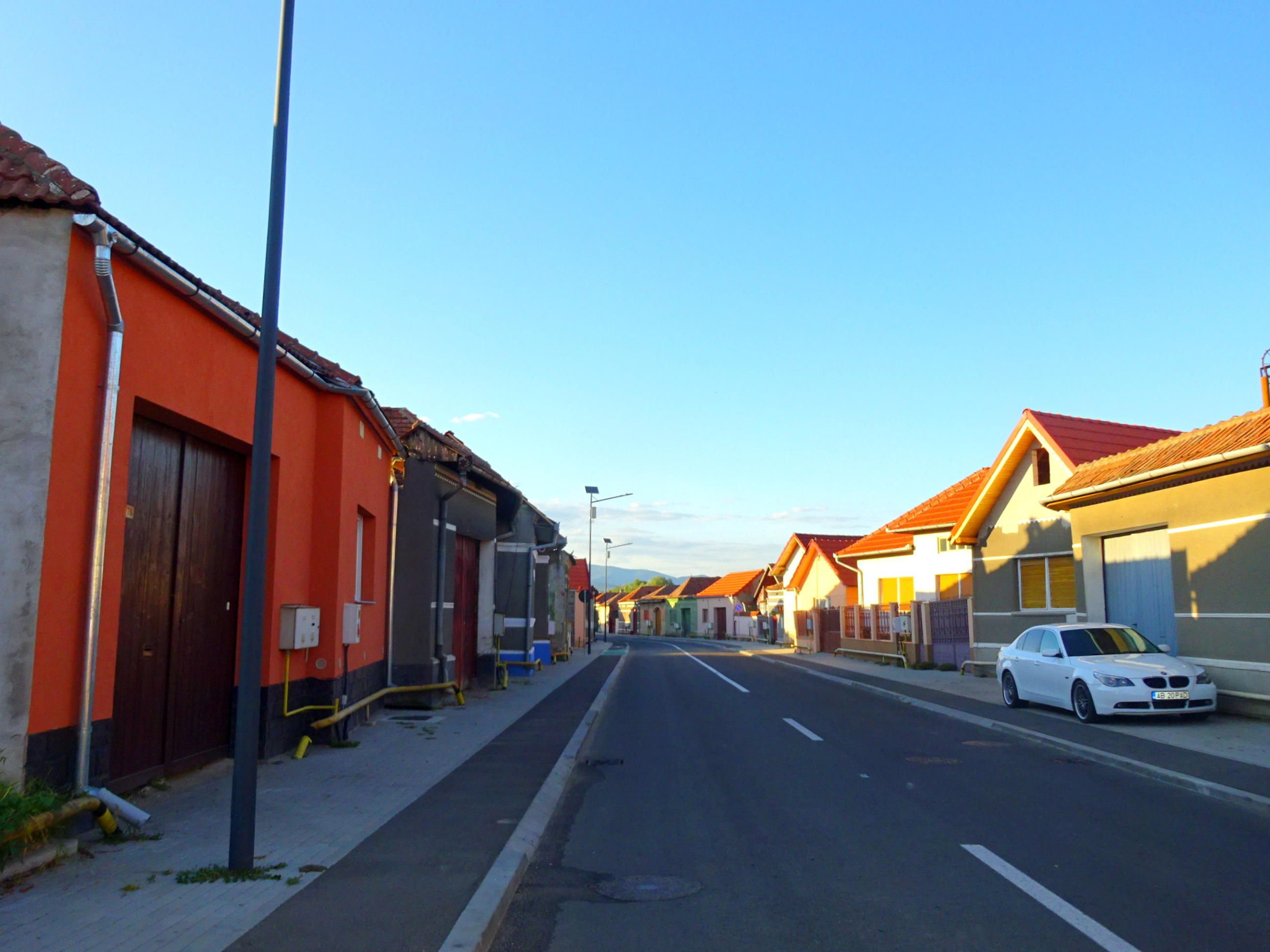
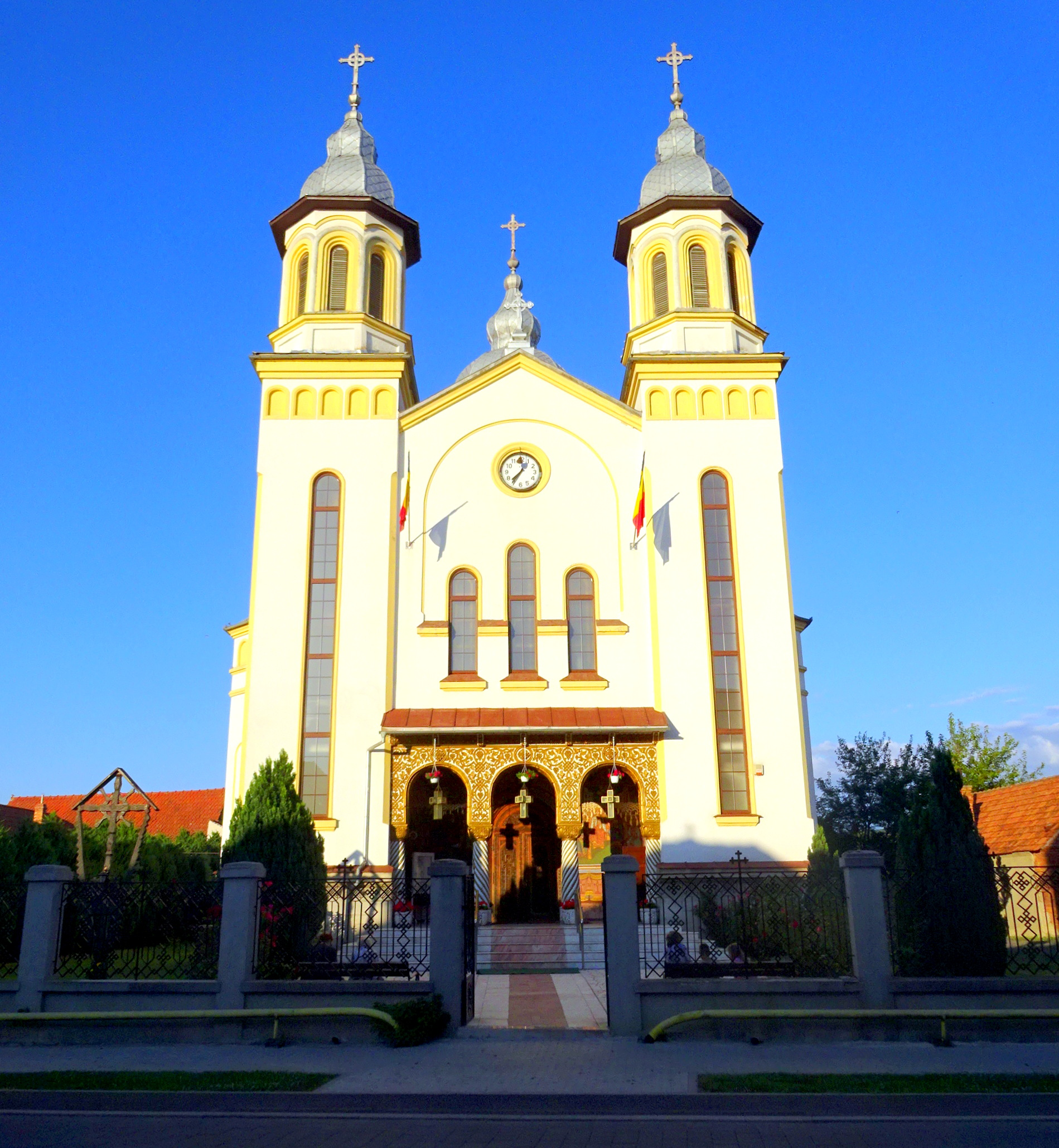
Biserica Sfântul Nicolae din Vinerea
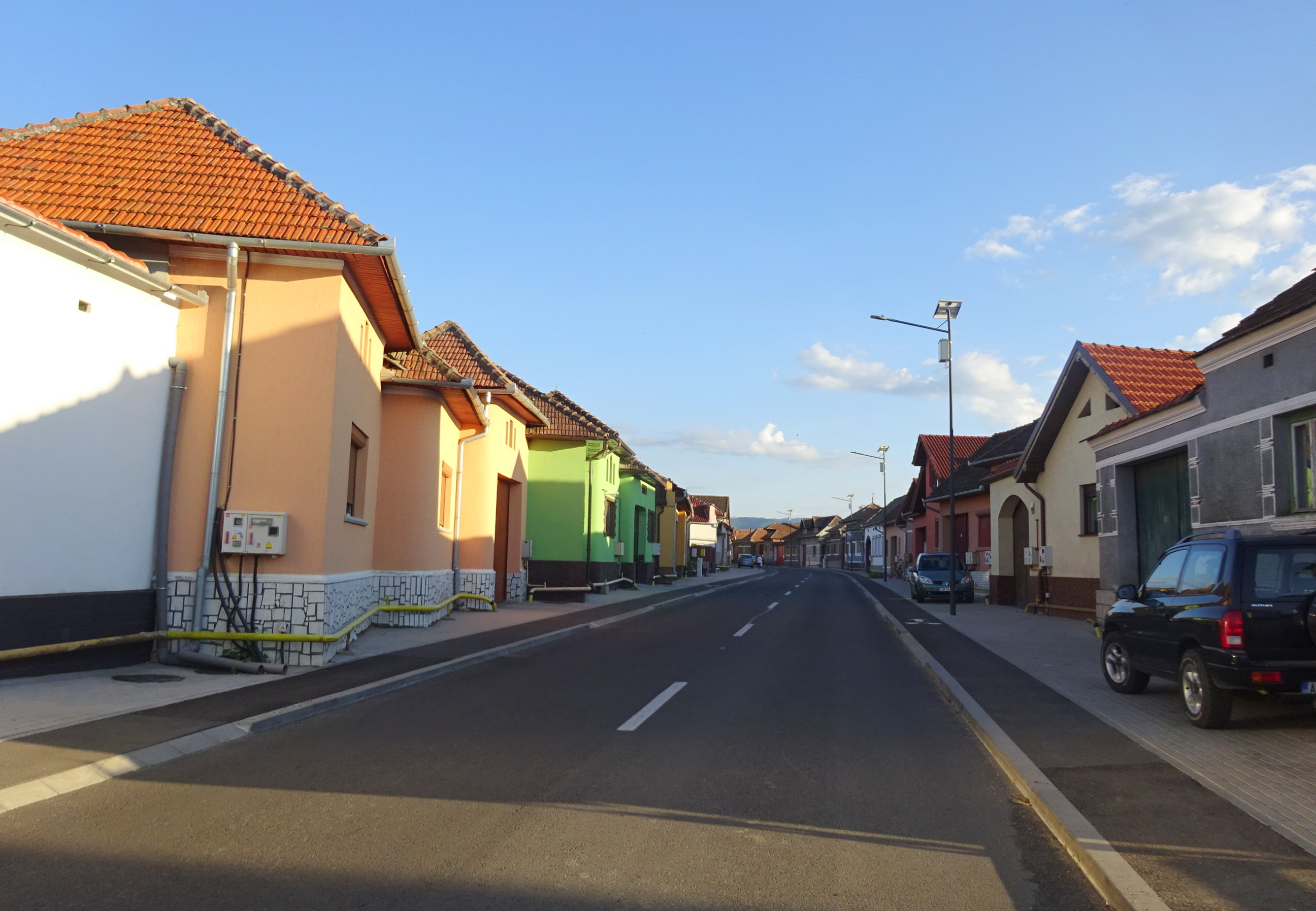
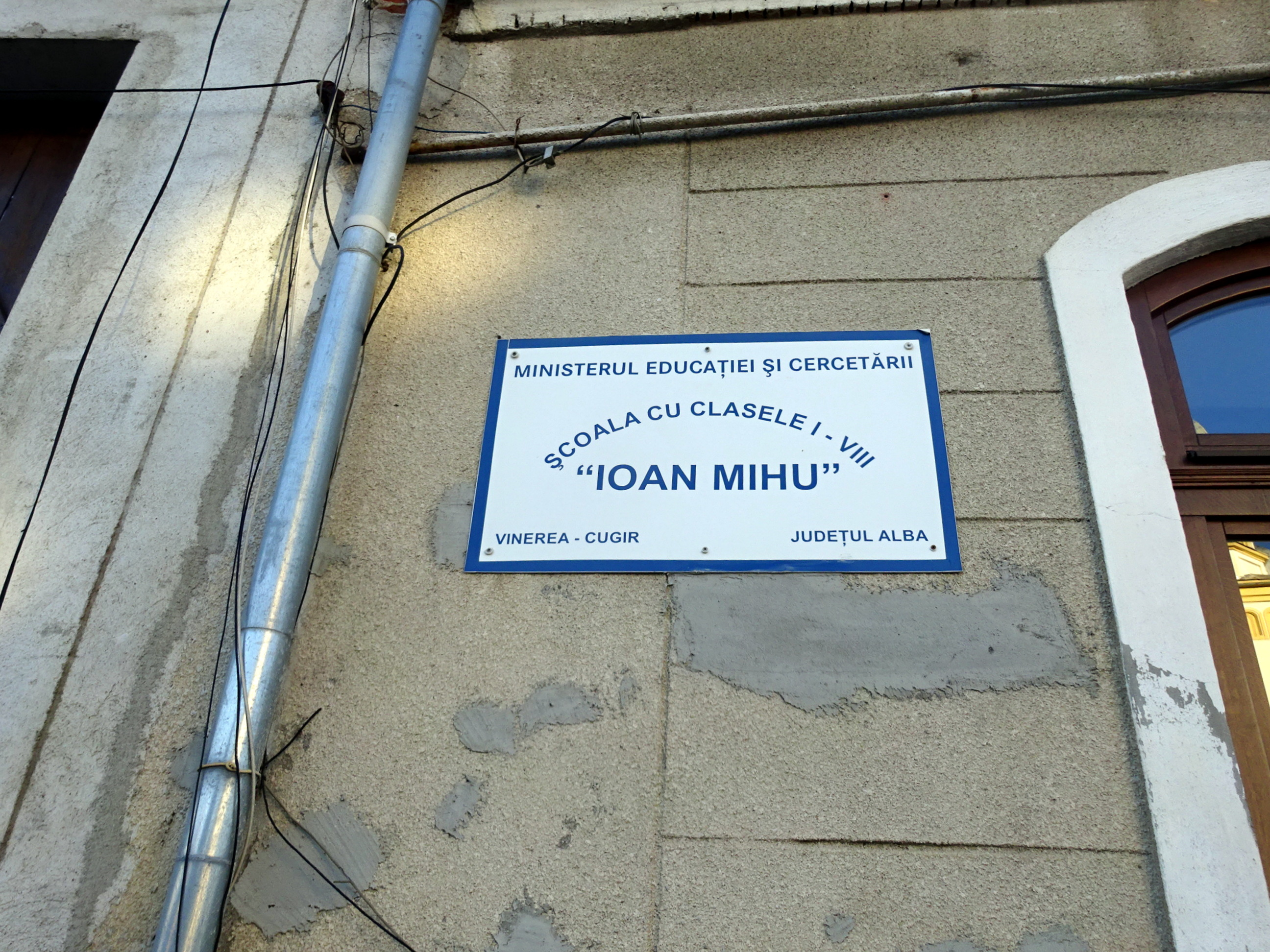
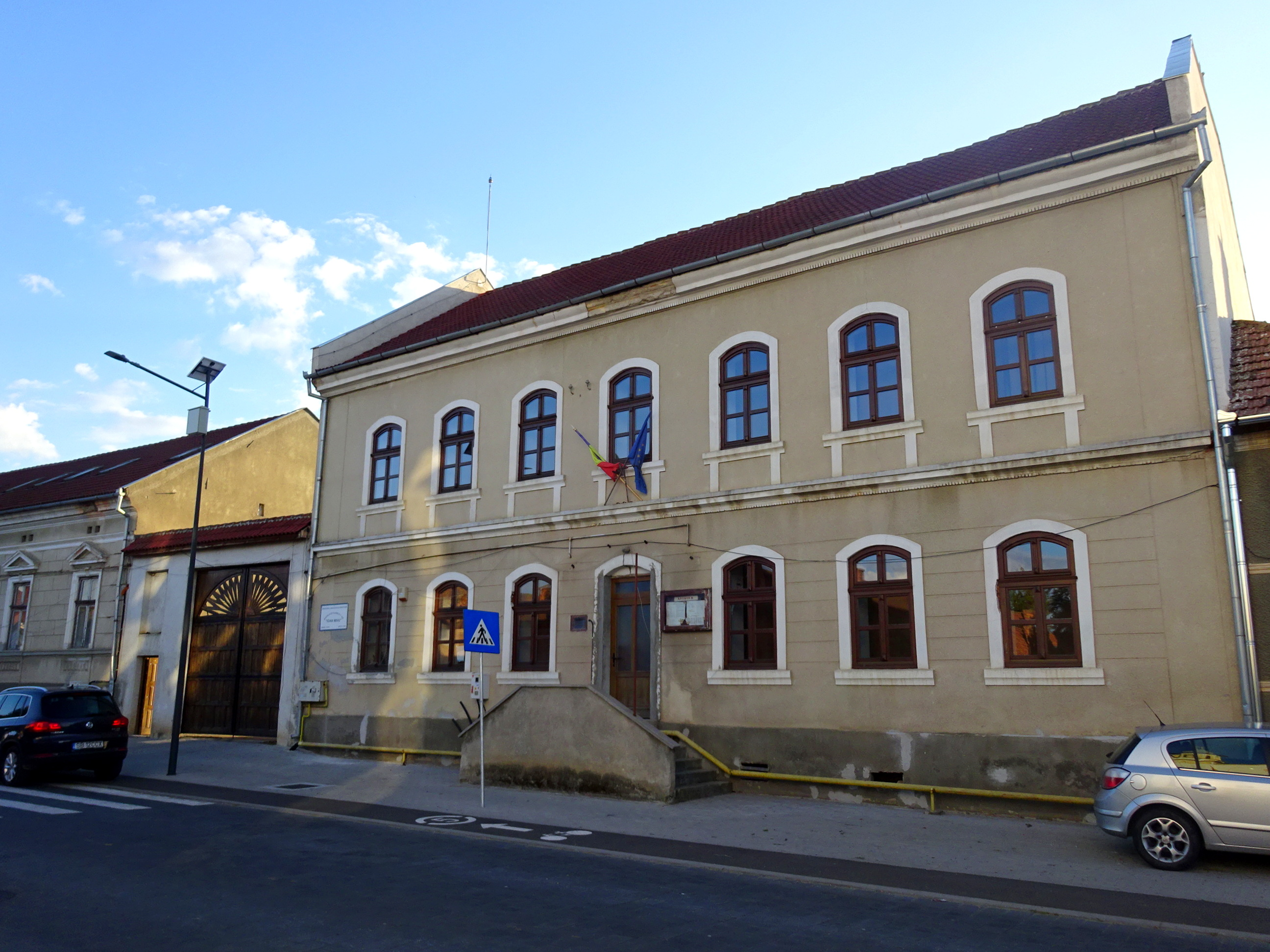
Școala
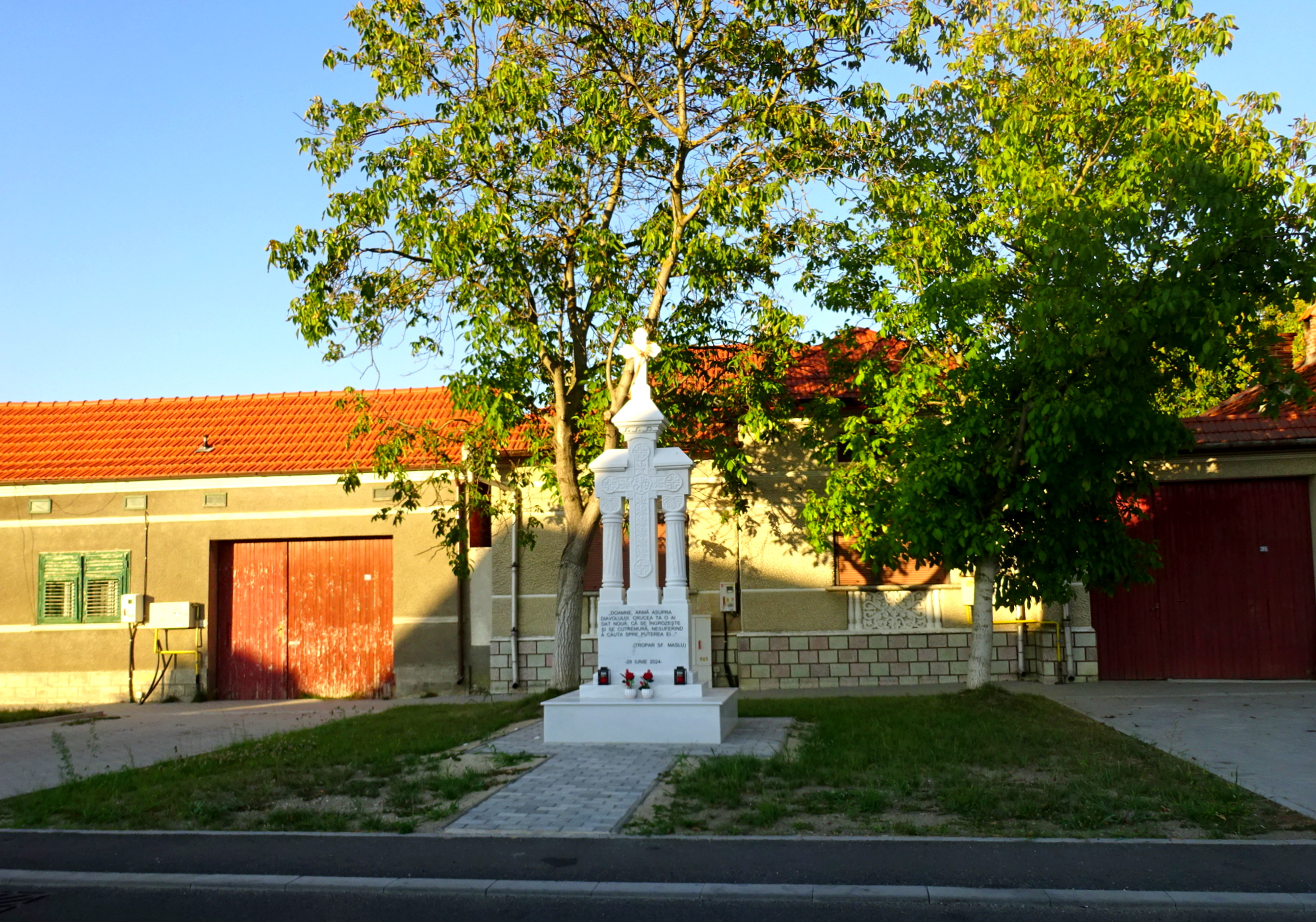
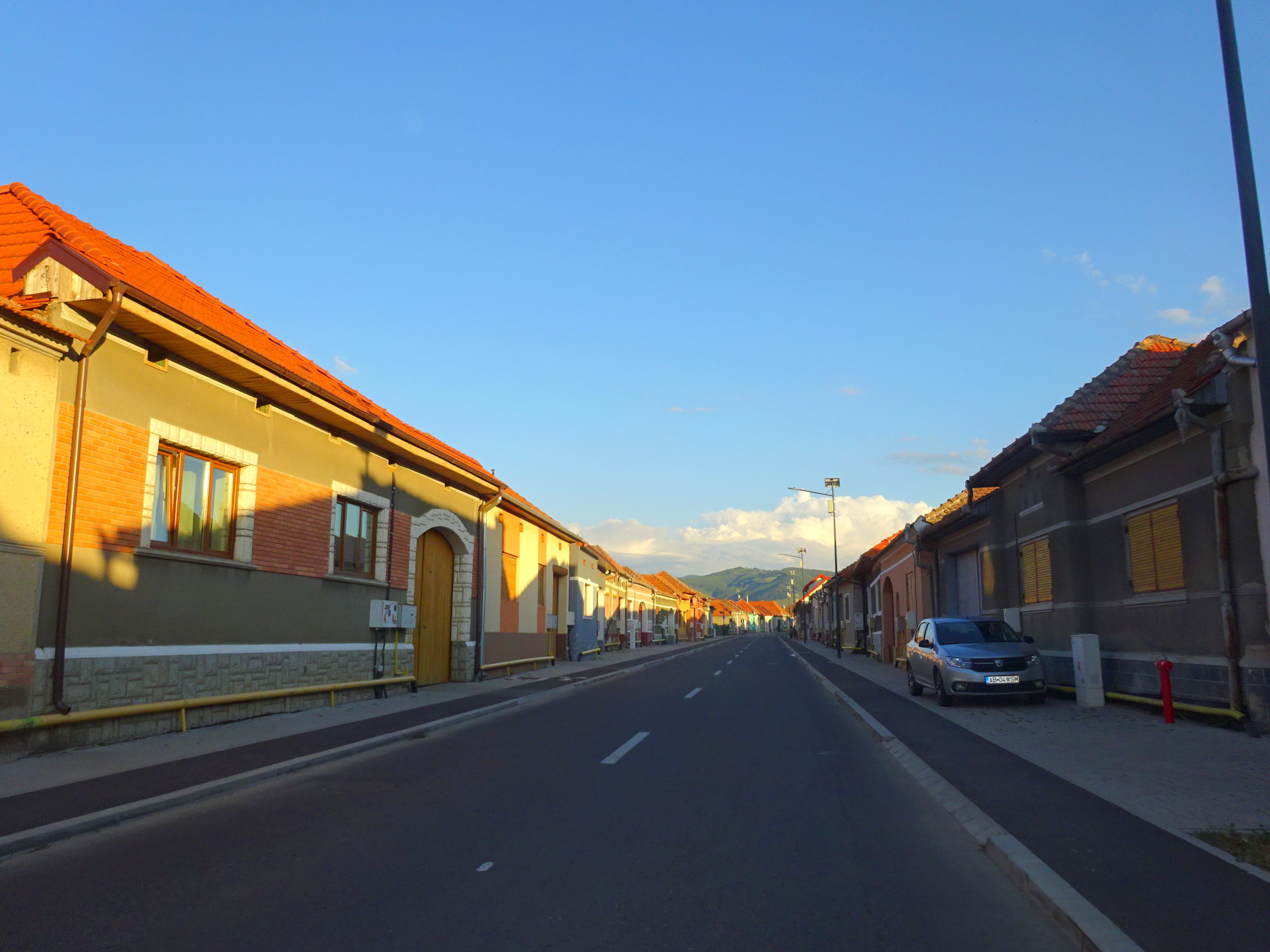
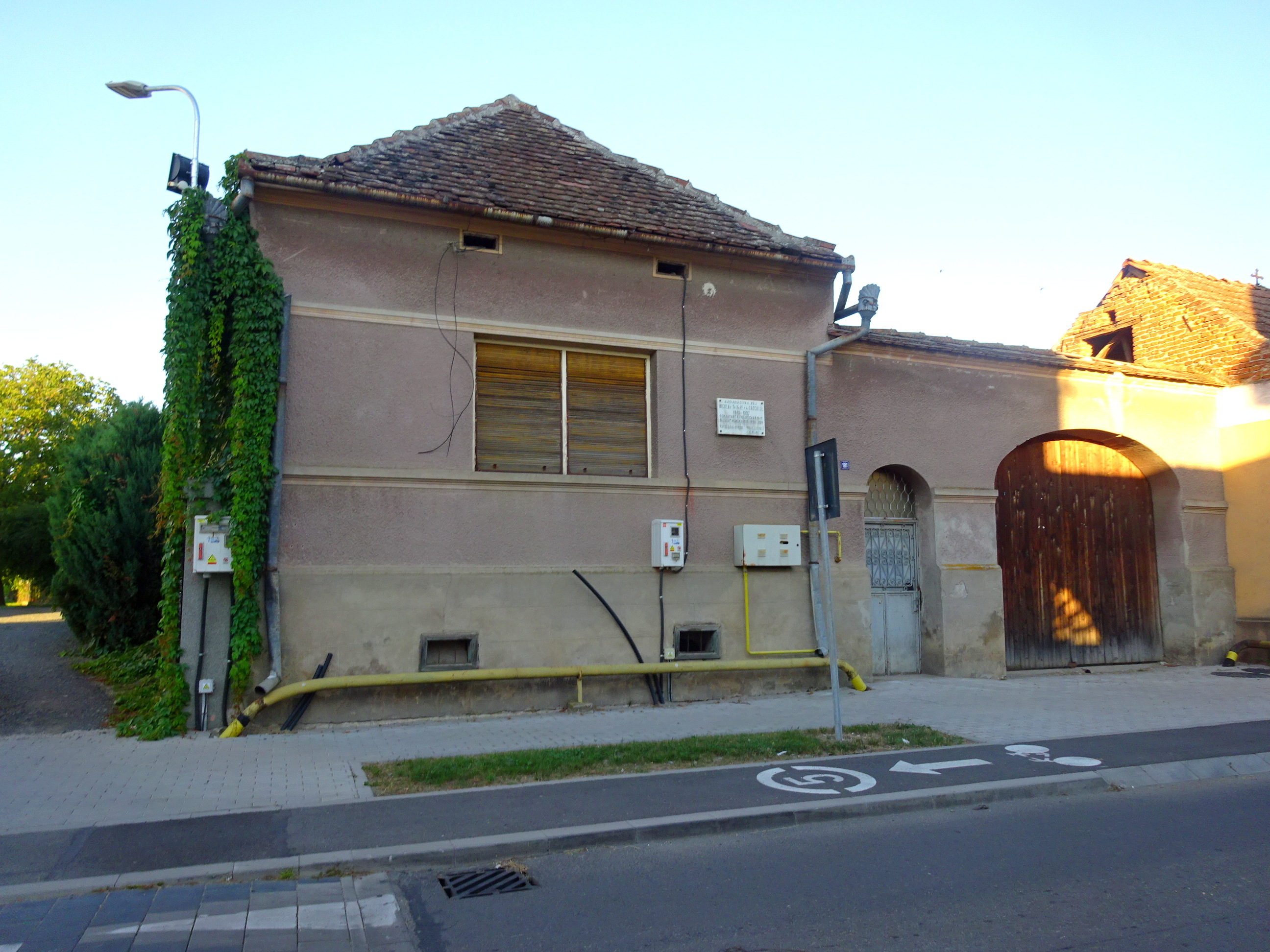
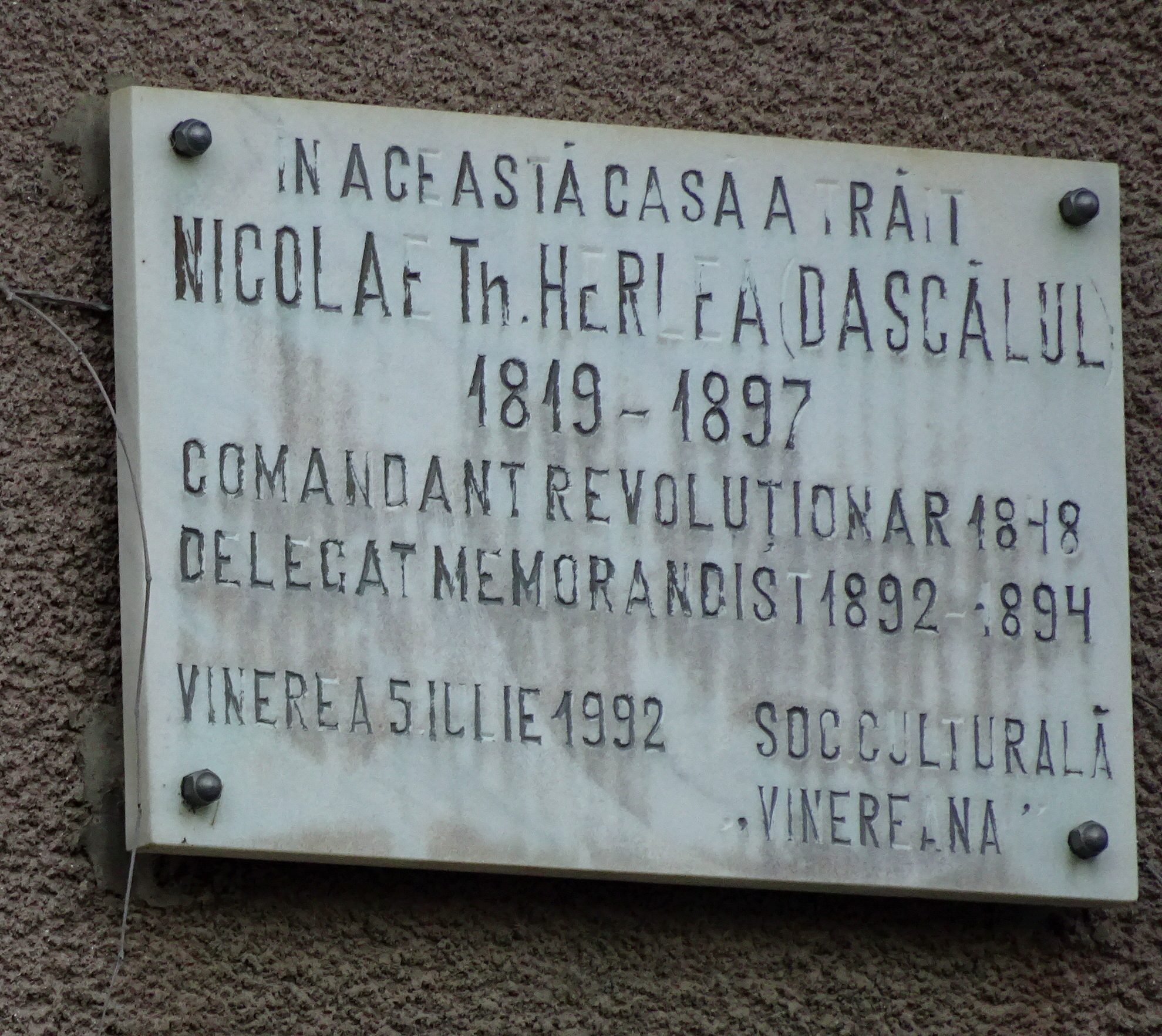